# Cannaregio

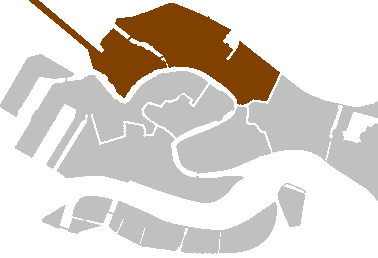
O sestiere de Cannaregio

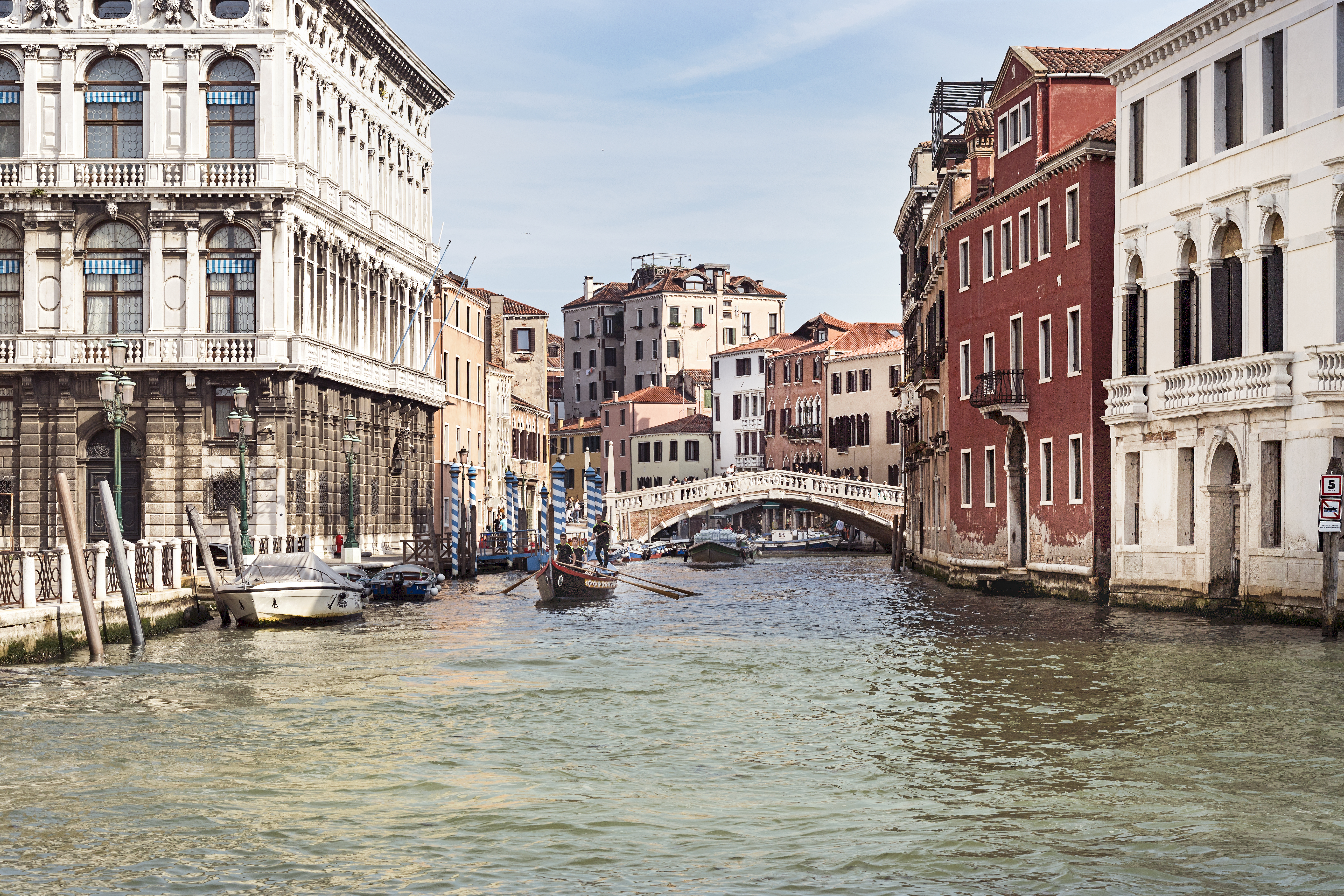
O Canal de Cannaregio e a Ponte delle Guglie

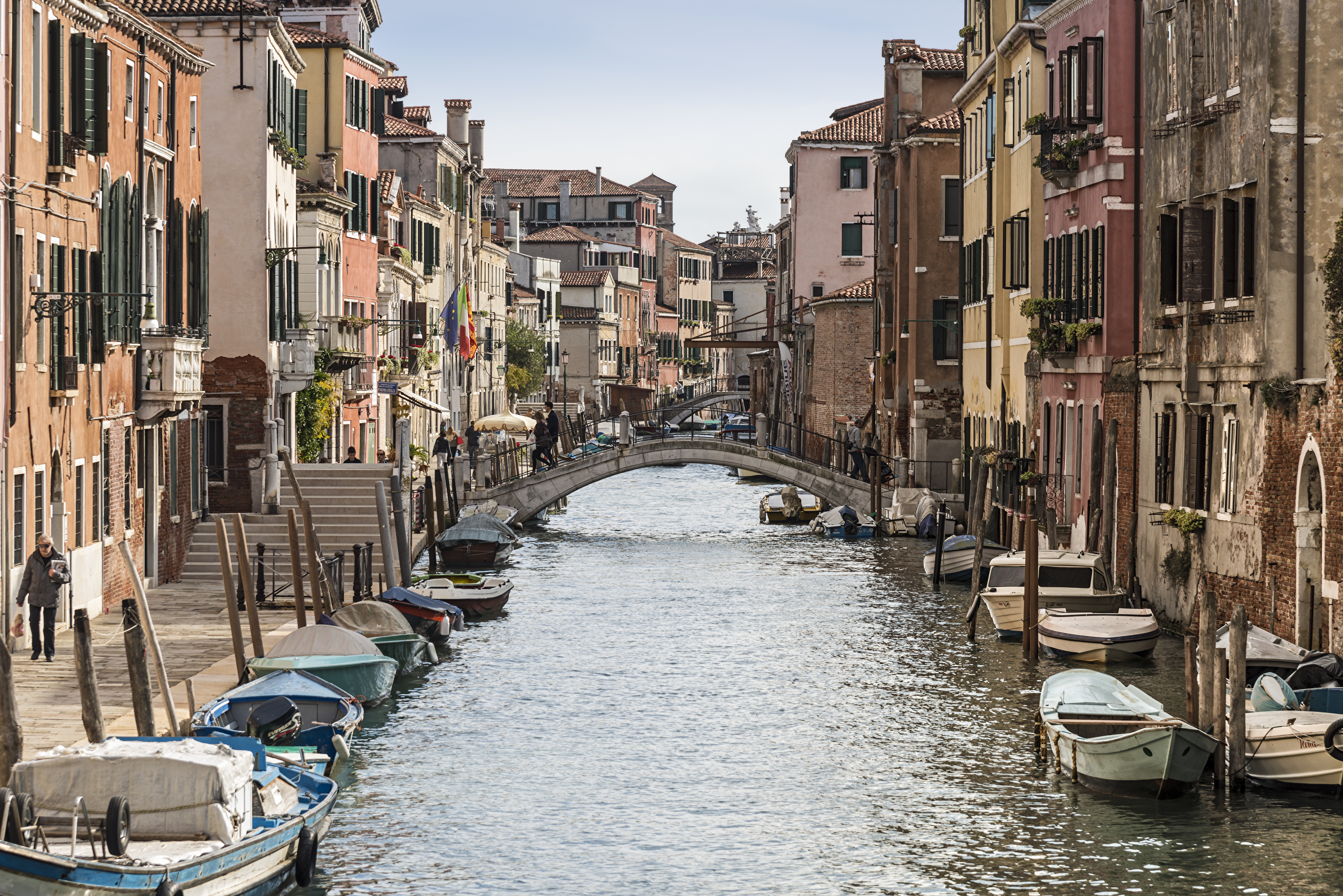
O rio della Sensa

Cannaregio é o sestiere mais setentrional de Veneza. É neste sestiere que termina a Ponte della Libertà que liga a cidade ao continente e a estação ferroviária de Venezia Santa Lucia.

## Geografia
Cannaregio é limitada a norte pela lagoa, até ao canal dos Mendicanti. O limite com o sestiere de Castello é determinado por este canal e, a sul, até ao canal de Santa Marina. Dirige-se para oeste, e segue este último, depois o canal de San Lio e o rio Fontego dei Tedeschi, que o separa de sestiere de San Marco, até ao Grande Canal. A grande via de água serve de limite com os sestieri de San Polo e de Santa Croce.
O canal principal é o Canal de Cannaregio que liga o Grande Canal de Veneza, junto da Igreja de São Jeremias, com a lagoa. Duas pontes atravessam este canal: a Ponte delle Guglie, na qual os quatro cantos são decorados com obeliscos, e daí o seu nome, e a Ponte dei Tre Archi. Esta última construção de três arcos é a única ponte deste estilo em Veneza. 

## História
O nome provém dos canaviais que ocupavam o espaço antes de ser habitado. O seu primeiro nome foi Canacleclo. Esta hipótese parece confirmar-se por um documento de 1410 que diz: «Cannaregio imperciochè era chanedo et paludo con chanelle. »
Uma outra possibilidade para a origem do nome é a do Canal Regio (o canal real) que permitia entrar facilmente na cidade para quem vinha do continente.
Cannaregio é também lugar onde foi estabelecido o primeiro ghetto, em 29 de Março de 1516.

## Igrejas e monumentos

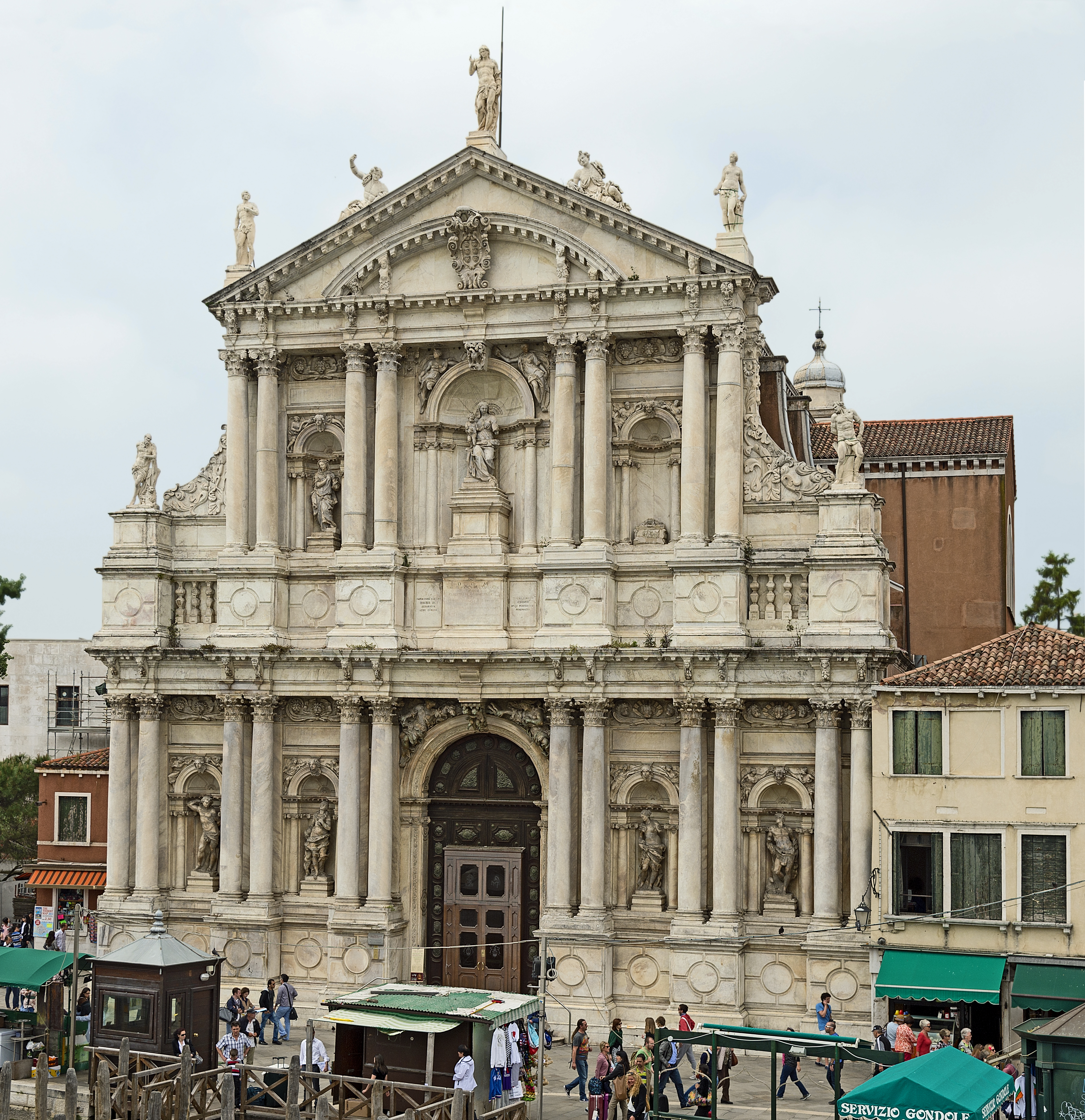
Igreja Santa Maria degli Scalzi Veneza. Fachada do Grande Canal.

Cannaregio tem importantes e belas igrejas: Sant'Alvise, a Madonna dell'Orto, Santa Maria Assunta (os Gesuiti) e a esplêndida Igreja de Santa Maria dei Miracoli. Em outro local pode ver-se a Igreja dos Descalços (Scalzi) perto da Gare de Santa Lucia, San Giobbe, San Marcuola, San Felice, Santa Sofia, Santa Fosca, San Marziale, Santa Maria della Misericordia, São João Crisóstomo e as duas grandes Igrejas de São Jeremias e dos Santos Apóstolos.
Dois belos palácios estão junto ao Grande Canal: o Palácio Vendramin Calergi que, no inverno, serve de casino municipal e surtout um dos mais belos edifícios góticos da República Sereníssima, a Ca' d'Oro.
Cannareggio abrigou o Ghetto com as suas sinagogas e um emotivo monumento que lembra a deportação dos judeus de Veneza.
Cannaregio tem um caminho urbano que constitui o primeiro contato com Veneza para os visitantes saídos da gare de Santa Lucia e que se dirigem à Ponte de Rialto e à Praça de São Marcos. É típica a sequência de ruelas e pontes entre o Campo di Santi Apostoli e São Jão Crisóstomo. 
A norte, o passeio ao longo da lagoa, os Fondamente Nuove, alia a prática estação de vaporettos para a Isola San Daniele onde fica o cemitério, Murano, Burano e Torcello, com vistas magníficas sobre a lagoa.
O sestiere tem a prisão masculina de Santa Marta, ao longo do Rio Terrà dei Pensieri, assim chamado porque os prisioneiros, antes de entrar na cadeia, deviam fazer um longo percurso a pé que lhes daria tempo de «refletir nos seus erros».